# Franz von Veltheim

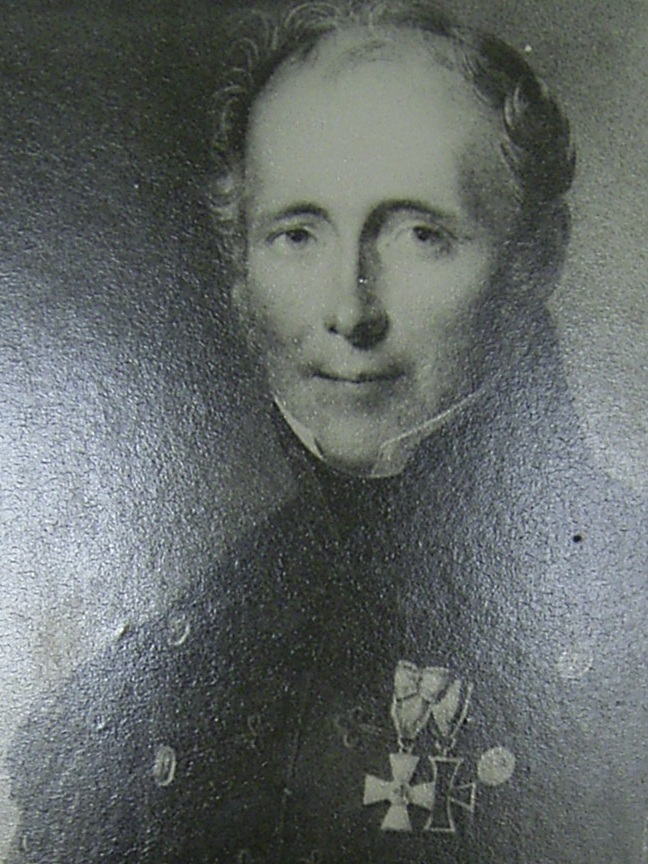
Franz von Veltheim

Franz Wilhelm Werner von Veltheim (* 10. November 1785 in Rothenburg (Saale); † 31. Dezember 1839 auf Schönfließ) war ein deutscher Geologe und Berghauptmann im Königreich Preußen.

## Leben
Veltheims Vater war der Berghauptmann Carl Christian Septimus von Veltheim (1751–1796). Der Name der Mutter ist unbekannt.
Veltheim heiratete am 26. Februar 1812 auf Schloss Destedt Gräfin  Marianne von Veltheim (* 26. Februar 1794 in Braunschweig; † 10. Mai 1844 auf Gut Schönfließ), die Tochter des Grafen August Ferdinand von Veltheim auf Harbke und der Ottonie von Arnim. Zu seinen Kindern gehörten Anna, Burchard († 19.? Juli 1855 in Salzburg), Ludolph Heinrich (* 25. Mai 1830 in Ostrau; † 4. Januar 1900 in Ostrau) und Werner (* 1. Juli 1817; † 31. Juli 1855). Sein ältester Enkel war Werner von Veltheim, Schlosshauptmann von Schloss Königs Wusterhausen.
Veltheim war Gutsherr auf Ostrau, Kösseln und Groß-Wartenberg (Anhalt). 1833 war er für den Stand der Ritterschaft im Wittenbergscher Wahlbezirk  Abgeordneter im Provinziallandtag der Provinz Sachsen.
Er war Mitglied der Naturforschenden Gesellschaft (Halle). Von 1824 bis 1839 war er Präsident des Thüringisch-Sächsischen Geschichtsvereins.
Als Direktor des Eislebener Bergamtes rief er in der Zeit der Befreiungskriege gegen Napoleon Bonaparte zur Bildung eines Bataillons von Kriegsfreiwilligen der Berg- und Hüttenleute im Mansfelder Land auf, welches am 25. Dezember 1813 als Pioniereinheit gegründet wurde. Damit ging er in die preußische Militärgeschichte ein. Ab 1816 stand er an der Spitze des Oberbergamts Halle. Die Titulatur eines Ober-Berghauptmann und damit an der Spitze des gesamten Verwaltung des Berg-, Hütten- und Salinenwesens in Preußen erhielt er 1835. Sein jüngerer Bruder Major Karl Achaz (1787–1859) war Besitzer der damaligen Allodialgüter Schönfließ und Stolpe bei Berlin und Mitinhaber der Familienfideikommissstiftung Ostrau. Da dieser kinderlos verstarb erbten Werner von Veltheims Söhne dessen Anteile.

## Ehrungen
- Mitglied der Kaiserlich Leopoldinisch-Carolinischen Deutschen Akademie der Naturforscher[4]
- Roter Adlerorden  2. Klasse mit Stern und Eichenlaub[5]
- Eisernes Kreuz am weißen Bande